# Watson Peaks
Watson Peaks är en bergstopp i Antarktis. Den ligger i Västantarktis. Argentina, Chile och Storbritannien gör anspråk på området. Toppen på Watson Peaks är 1 046 meter över havet, eller 24 meter över den omgivande terrängen. Bredden vid basen är 1,0 km.
Terrängen runt Watson Peaks är kuperad åt sydväst, men åt nordost är den platt. Trakten är obefolkad. Det finns inga samhällen i närheten.